# Notre-Dame-du-Mont - Cours Julien (métro de Marseille)
Notre-Dame-du-Mont - Cours Julien est une station de la ligne 2 du métro de Marseille. Située sous le cours Julien, dans le 6e arrondissement, elle dessert les quartiers de la Plaine et Notre-Dame-du-Mont. Elle est située à proximité de l'église Notre-Dame-du-Mont, de l'Espace Julien et du palais des Arts.

## Histoire
La station est ouverte le 3 mars 1984, et fait partie du premier tronçon de la ligne 2, entre Joliette et Castellane. 
Le 1er juillet 2019, dans le cadre des travaux de piétonnisation de la Canebière, l’itinéraire de la ligne 81 est modifié et dessert le cours Lieutaud (donc le métro Notre-Dame-du-Mont - Cours Julien) et la Préfecture au lieu de la Canebière et du Vieux-Port. S’ensuivront dès le 9 janvier 2023 les lignes 41 (uniquement sens vers Vieux-Port Ballard) et 54 au lieu des rues de Rome et d’Italie en raison des travaux de la place Castellane dus au prolongement du tramway vers les quartiers sud.

## Architecture et équipements
La station dispose de deux entrées : l'une est située en haut du cours Julien, au croisement avec la rue des Trois-Frères-Barthélemy, et l'autre sur le cours Lieutaud, sous le pont que parcourt la rue Jean-Baptiste-Estelle (deux escaliers parallèles donnent accès à ce pont). La station comporte un quai central et est décorée de panneaux verts illustrant des fruits et légumes, en référence au marché primeur qui se déroule dans le quartier.

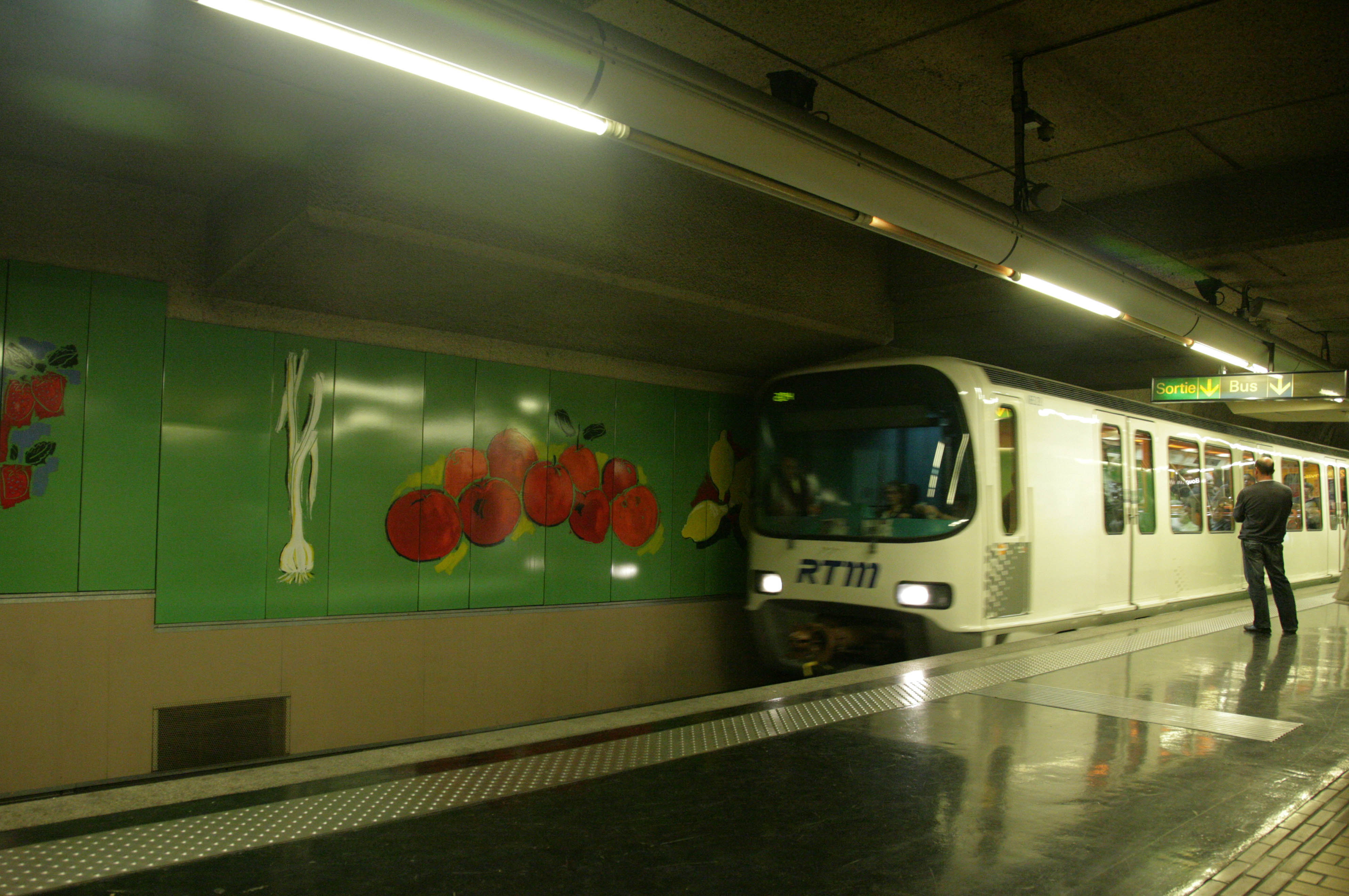
Rame en station.
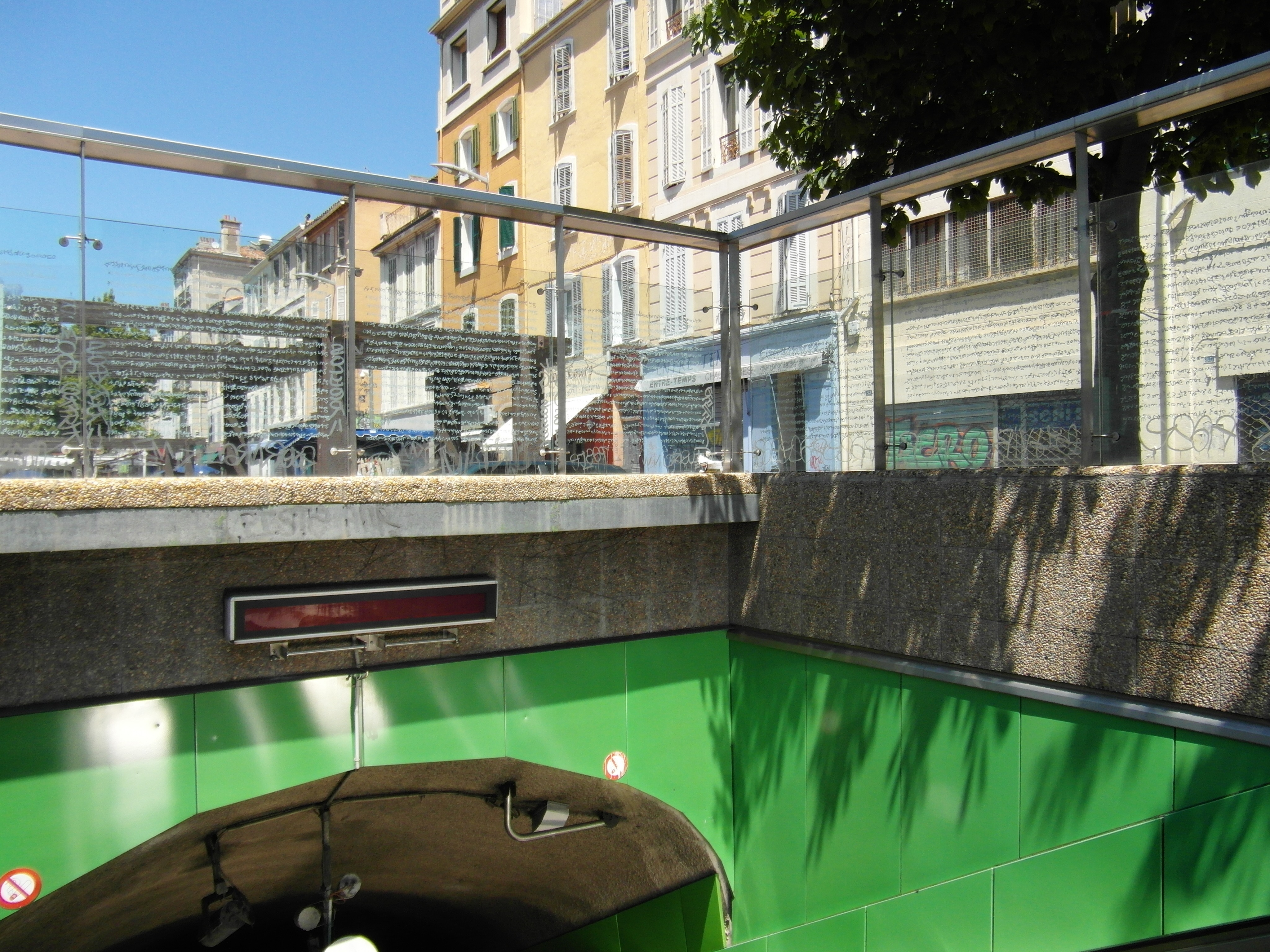
Entrée située cours Julien.
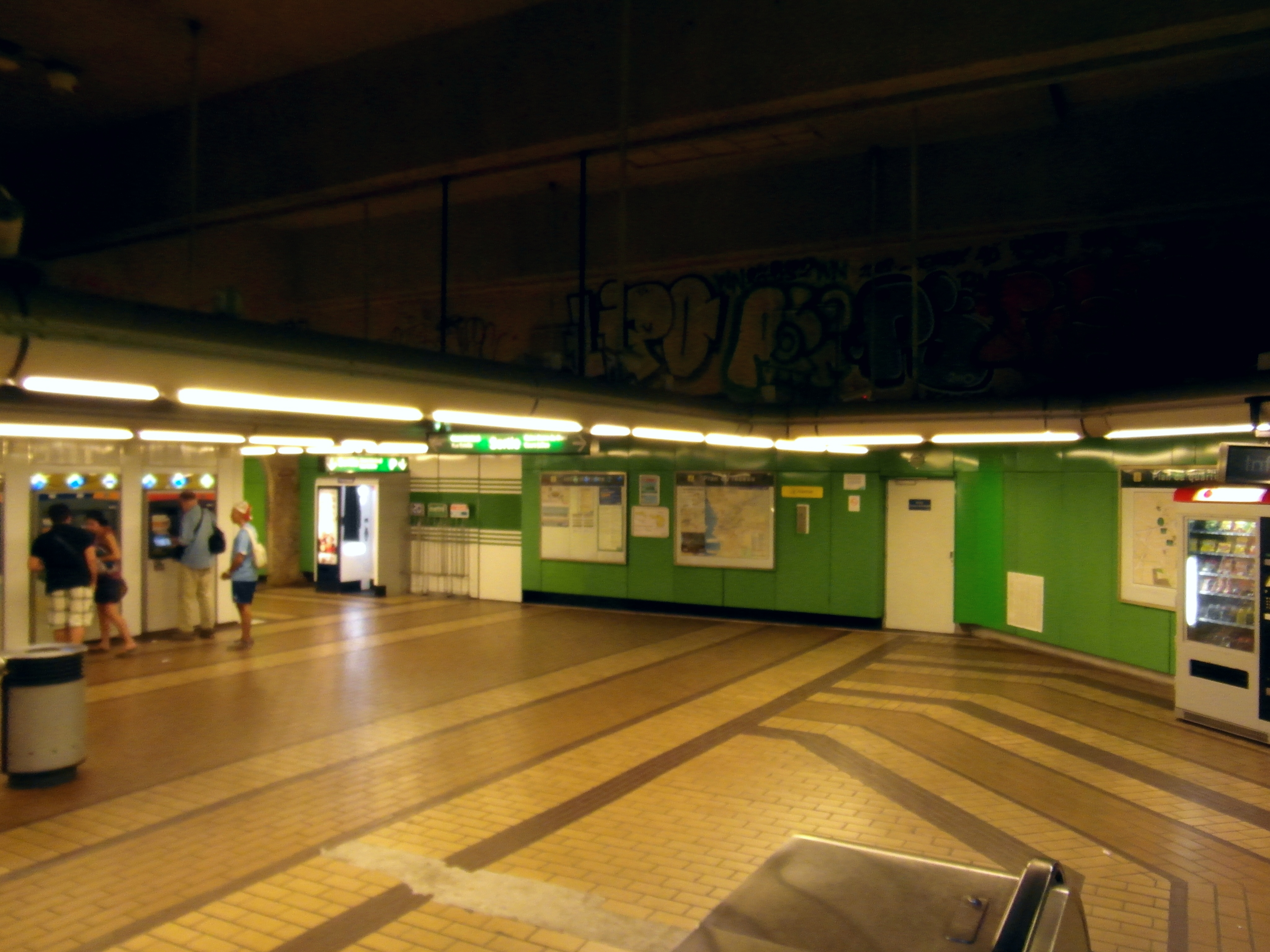
Salle des billets.

## Correspondances
La station est desservie par les lignes suivantes :
Arrêt Métro Notre-Dame du Mont situé rue des Trois-Frères-Barthélémy
- en direction de Réformés Canebière, de Vallon Montebello (du lundi au samedi) ou du Vallon de l’Oriol (dimanche).

Arrêt Métro Notre-Dame du Mont situé cours Lieutaud
- en direction du Métro Saint-Just ou du Pharo.

Arrêt Lieutaud Salvator situé cours Lieutaud
- en direction de Vieux-Port Ballard.
- en direction des Catalans.

## Sites desservis
- L'église Notre-Dame-du-Mont
- La salle de concert et spectacle Espace Julien
- Le palais des Arts
- La place Jean-Jaurès et son marché

## Services
- Service assuré du lundi au dimanche de 5 h à 1 h.
- Distributeurs de titres : possibilité de régler par billets, pièces, carte bancaire.